# Klimov M-105
Il Klimov M-105 era un motore aeronautico a 12 cilindri a V, raffreddato a liquido. Sviluppato dal precedente Klimov M-103, fu prodotto in Unione Sovietica a partire dal 1939.

## Storia, sviluppo e descrizione tecnica
L' M-105 venne progettato sul finire degli anni trenta sfruttando l'esperienza acquisita con le precedenti realizzazioni dell'OKB guidato da Vladimir Jakovlevič Klimov: l'M-100 e l'M-103. In particolare di quest'ultimo, l'M-105 manteneva le dimensioni relative all'alesaggio ed alla corsa.
Le principali innovazioni introdotte con l'M-105 consistevano nel compressore (di tipo meccanico) a doppia velocità, nella doppia valvola d'aspirazione per ogni cilindro e nel controbilanciamento dell'albero a gomiti.
Prodotto in circa 129 000 esemplari, il V12 di Klimov acquisì durante la guerra (in base al sistema utilizzato dalle autorità sovietiche, che introduceva l'identificazione del progettista mediante l'indicazione delle iniziali del nome) la nuova designazione VK-105.

## Versioni
- M-105 : prima versione, prodotta a partire dalla fine del 1939; equipaggiò alcuni aerei da caccia anteguerra; sviluppava una potenza pari a 1 100 CV (820 kW).
- M-105P: prima versione prodotta in serie. La sigla "P" stava ad indicare che il motore poteva alloggiare un cannone (in russo Пушка?, Puška) tra le bancate dei cilindri. Equipaggiò la maggior parte dei caccia sovietici realizzati prima della guerra; potenza: 1 050 CV (780 kW).
- M-105PA: versione migliorata, prodotta a partire dal 1941; potenza pari a 1 200 CV (890 kW).
- M-105PF (VK-105PF): variante realizzata a partire dal 1942; le modifiche introdotte consentivano un significativo incremento della potenza erogata, a discapito delle prestazioni alle quote più elevate. Malgrado i timori di Klimov, preoccupato che l'incremento della potenza potesse condurre alla riduzione del ciclo di vita del propulsore, la produzione di questa versione venne approvata su sollecitazione dei vertici della Yakovlev che equipaggiarono con questa unità motrice la maggior parte dei loro caccia; potenza erogata: 1 260 CV (940 kW).
- VK-105PF2 e PF3: nuove versioni caratterizzate da ulteriori incrementi della potenza erogata (rispettivamente 1 300 e 1 360 CV, pari a 970 e 1 015 kW).
- M-105PD: versione rimasta allo stadio sperimentale. Realizzata specificamente per l'impiego alle quote più elevate, era dotata di compressore a doppia velocità "E-100"; sviluppava una potenza di 1 170 CV (870 kW).
- M-105R: versione realizzata per l'impiego sui velivoli da bombardamento. Caratterizzata dal decremento del rapporto di riduzione, sviluppava una potenza di 1 100 CV (820 kW).
- M-105RA: aggiornamento della versione specificamente destinata ai bombardieri, anche in questo caso, agendo sul rapporto di riduzione; potenza pari a 1 110 CV (830 kW).

## Aeromobili utilizzatori
Finlandia
- Mörkö-Morane

 Jugoslavia
- Ikarus S-49

 Unione Sovietica
- Arkhangelsky Ar-2
- Ermolaev Er-2
- Lavochkin Gorbunov Gudkov LaGG-1
- Lavochkin Gorbunov Gudkov LaGG-3
- Petlyakov Pe-2
- Petlyakov Pe-3
- Sukhoi Su-1
- Yakovlev Yak-1
- Yakovlev Yak-2
- Yakovlev Yak-3
- Yakovlev Yak-4
- Yakovlev Yak-7
- Yakovlev Yak-9